# Krissy Scurfield
Krissy Scurfield, född 15 juni 2003, är en kanadensisk rugbyspelare. Hon ingick i det kanadensiska lag som tog silver i sjumannarugby vid OS 2024 i Paris.